# Saint-Julien-aux-Bois
 Saint-Julien-aux-Bois  (en occitano Sent Julian aus Bòscs) es una comuna y población de Francia, en la región de Lemosín, departamento de Corrèze, en el distrito de Tulle y cantón de Saint-Privat.
Su población en el censo de 2008 era de 481 habitantes.
No está integrada en ninguna Communauté de communes.

## Demografía
| 730 | 764 | 697 | 627 | 584 | 501 | 481 |
| Para los censos de 1962 a 1999 la población legal corresponde a la población sin duplicidades (Fuente: INSEE [Consultar]) |     |     |     |     |     |     |